# Kepler-419
Kepler-419 là một ngôi sao chính loại F nằm khoảng 3.400 năm ánh sáng từ Trái Đất trong chòm sao Thiên Nga. Nó nằm trong tầm nhìn của tàu vũ trụ Kepler, vệ tinh mà Sứ mệnh Kepler của NASA đã sử dụng để phát hiện các hành tinh có thể đang chuyển qua các ngôi sao của chúng. Vào năm 2012, một hành tinh tiềm năng đồng hành trong một quỹ đạo rất lệch tâm đã được phát hiện xung quanh ngôi sao này, nhưng bản chất hành tinh của nó vẫn chưa được xác nhận cho đến ngày 12 tháng 6 năm 2014, khi nó được đặt tên là Kepler-419b. Một hành tinh thứ hai đã được công bố quay quanh ngôi sao xa hơn trong cùng một bài báo, được đặt tên là Kepler-419c.

## Hệ hành tinh
| Thiên thể đồng hành (thứ tự từ ngôi sao ra) | Khối lượng | Bán trục lớn (AU) | Chu kỳ quỹ đạo (ngày) | Độ lệch tâm | Độ nghiêng | Bán kính     |
| ------------------------------------------- | ---------- | ----------------- | --------------------- | ----------- | ---------- | ------------ |
| b                                           | 277±019 MJ | 03745±00046       | 697960±00042          | 0817±0016   | 8704±072°  | 1120±0084 RJ |
| c                                           | 765±027 MJ | 1697±0020         | 67335±084             | 01793±00017 | 870±20°    | —            |